# Batalla de Tagines
La batalla de Tagines (també coneguda com a batalla de Busta Gal·lòrum) tingué lloc el juny/juliol del 552 i enfrontà les forces de l'Imperi Romà d'Orient, comandades per Narses, contra els ostrogots. Amb la victòria romana i la mort del rei ostrogot Tòtila, les tropes tingueren via lliure per completar la reconquesta de la península Itàlica.

## Context
Des del 549, l'emperador Justinià I havia estat planejant enviar a Itàlia un gran exèrcit que li permetés concloure la guerra gòtica, el conflicte que mantenia amb els ostrogots pel control d'Itàlia, iniciat el 535. Durant el 550, uns 20.000 homes es van anar concentrant a Salona, en el mar Adriàtic, comprenent unitats de l'exèrcit romà, aliats llombards, hèruls i protobúlgars. Inicialment, la campanya havia d'estar comandada pel nebot de l'emperador, Germà, però a causa de la seva sobtada mort, el càrrec passà a l'eunuc Narses. La primavera del 551 la flota romana salpava cap Itàlia, desembarcant a Ancona i prenent la Via Flamínia direcció a Roma.

## Batalla
A prop del poble de Tagines (al nord de la moderna ciutat italiana de Gualdo Tadino), Narses es va trobar l'exèrcit dels ostrogots, liderat pel mateix rei Tòtila, que havia sortit al seu encontre. Tòtila aviat va veure que les tropes romanes eren superiors en nombre, així que va intentar establir negociacions per guanyar temps i preparar un atac sorpresa. Malgrat tot, Narses no es va deixar enganyar.
Va desplegar les seves forces en una formació defensiva, amb els aliats germànics en el centre, desmuntats i en formació de falange, amb les tropes romanes als costats. A cada ala de la formació, va disposar una força de 4.000 arquers. La formació dels ostrogots era molt més senzilla, amb la cavalleria (la meitat dels homes de Tòtila) agrupats davant del centre romà, amb la infanteria rere seu. Entre els ostrogots hi havia molts desertors romans, principalment federats germànics, que es passaren de bàndol per la reputació del rei Tòtila.
Tòtila va intentar desbordar l'enemic capturant un petit turó que hi havia a l'esquerra de la formació romana i que donava accés a la rereguarda de Narses, però un petit contingent de 50 homes d'infanteria romana, en formació compacta rere els seus escuts, repel·liren els intents de la cavalleria ostrogòtica fins que aquests es retiraren.
Davant d'aquest fracàs, Tòtila intentà per tots els mitjans demorar l'inici de la batalla, ja que esperava reforços del seu oficial Teia. Així, va oferir negociacions, va organitzar duels i fins i tot ell mateix va efectuar exercicis malabars a lloms del seu cavall en terra de ningú fins que arribaren els reforços.
Llavors Tòtila va ordenar trencar la formació i retirar-se per dinar. Narses va ordenar també un descans a les seves tropes, però mantenint la formació. En aquells moments, i esperant agafar els romans per sorpresa, Tòtila va llençar un atac a gran escala contra el centre enemic. La cavalleria ostrogòtica va carregar a tota velocitat, buscant el cos a cos abans que els arquers romans tinguessin temps de reaccionar, però Narses estava preparat i els arquers dels flancs es mogueren cap al centre, atacant la cavalleria enemiga des dels dos costats. La càrrega dels ostrogots va patir massives baixes i va perdre empenta, mentre la cavalleria romana començava a atacar el flanc enemic. Narses va ordenar llavors que els homes avancessin i el que quedava de la cavalleria ostrogòtica fugí, passant per sobre de la seva pròpia infanteria. En mig de la confusió, els ostrogots trencaren files, deixant enrere uns 6.000 morts. Probablement fou en aquest moment quan Tòtila caigué mort.

## Fets posteriors
Narses va dirigir l'exèrcit cap a Roma, que va oferir poca resistència. Els ostrogots es reagruparen sota el comandament de Teia, però foren definitivament derrotats a la batalla del Mont Lactari.